# Oran Park Raceway
L'Oran Park Raceway va ser un circuit de curses de Narellan, al sud-oest de Sydney, Austràlia, que va tenir activitat del 1962 al 2010. La pista va ser dissenyada per George Murray i Jack Allen. Un cop tancat, el recinte va ser reurbanitzat per a convertir-lo en zona residencial.

## Història
El Singer Car Club va inaugurar el circuit els dies 17 i 18 de febrer de 1962. El 17 de febrer de 1963 s'hi va celebrar la primera cursa de motociclisme, a la qual va participar el campió del món Jim Redman, qui és encara el titular del rècord de volta al circuit amb un temps de 50,4 segons.
La pista tenia inicialment una longitud d'1,6 km. El 1974 es va ampliar a 2,62 km per tal de crear-hi una variant de Gran Premi. El complex comptava també amb un circuit de motocròs, una Skidpad (pista de proves de maniobrabilitat), una pista de dirt track i una per a dragsters. La major part del circuit era visible des de la tribuna principal.

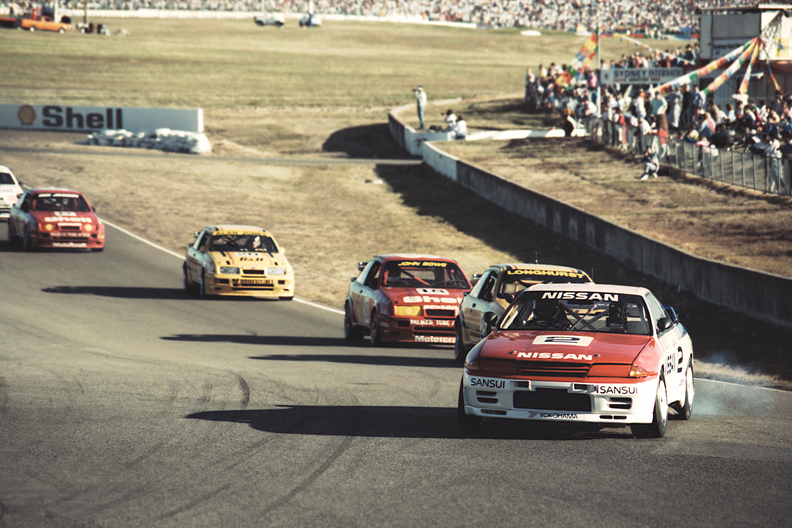
Una cursa del Campionat de turismes d'Austràlia a Oran Park el 1990

Oran Park es va fer servir regularment per a curses dels Campionats d'Austràlia de Turismes (ATCC), de V8 Supercars, de Pilots i de Sedans esportius. Els anys 1974 i 1977 s'hi va celebrar el Gran Premi d'Austràlia de Fórmula 5000. Al circuit s'hi van celebrar nombroses curses de resistència durant la dècada del 1980. Allan Moffat i Mark Skaife van ser-hi els pilots més reeixits a les curses de l'ATCC, amb sis victòries cadascun.
La ronda australiana del Campionat del Món de Superbike es va celebrar dues vegades a Oran Park, concretament, els anys 1988 i 1989.
La història del circuit es va acabar quan el terreny va ser venut per tal de donar pas a nous complexos d'habitatges. L'última competició de motociclisme hi va tenir lloc els dies 21 i 22 de novembre del 2009, mentre que la d'automobilisme s'hi va celebrar el 16 de gener del 2010; nou dies després, l'autòdrom es va tancar definitivament (abans, però, se'n va crear un model 3D per a simuladors de conducció).